# Opel Ampera
De Opel Ampera van Opel (niet te verwarren met de Opel Ampera-e) is een elektrische auto met range extender die in Europa werd aangeboden van 2011 tot en met 2015 en is net als de BMW i3 met range extender en niet zoals de Prius, Outlander of Volvo v60 een plug-inhybride. Opel zelf geeft er de voorkeur aan om te spreken van een elektrische auto met range extender. Hij werd in maart 2009 op de Autosalon van Genève voorgesteld en is technisch identiek aan de Chevrolet Volt.

## Technologie en prestaties

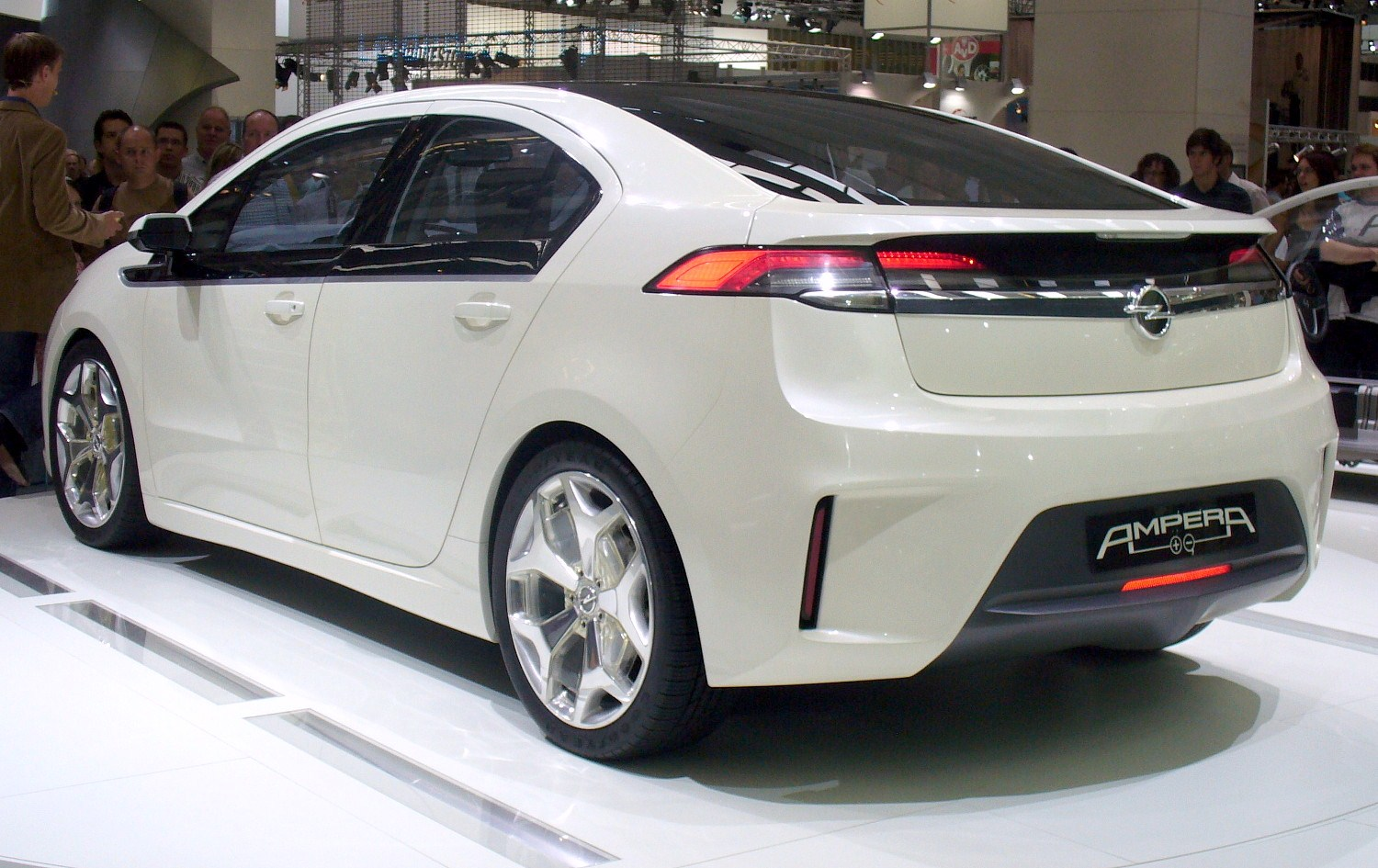

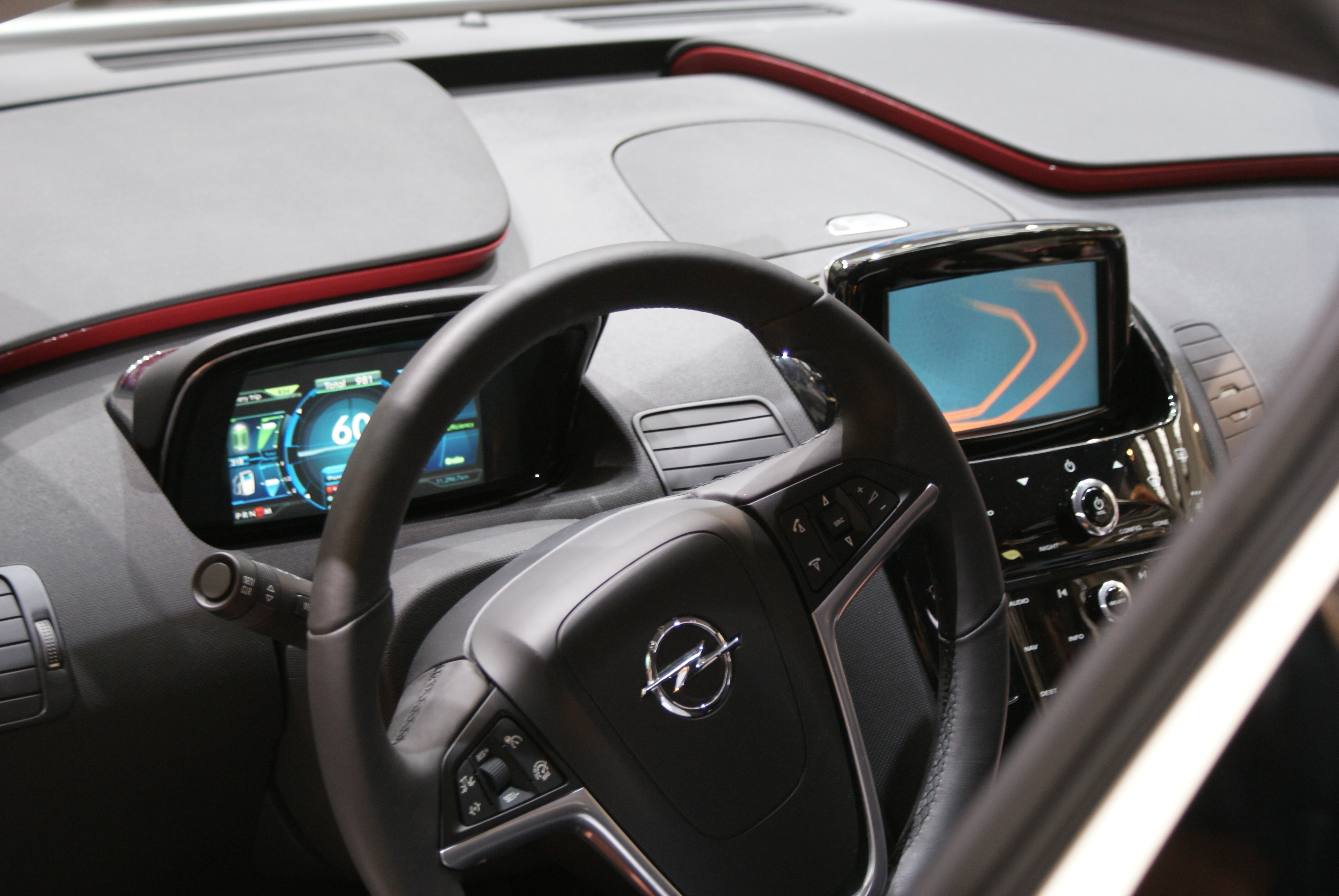

In tegenstelling tot de aanvankelijke aankondiging van General Motors, dat de Ampera geen conventionele hybride auto is, omdat hij uitsluitend door een elektromotor zou worden aangedreven. De ingebouwde verbrandingsmotor, range extender genoemd, dient om via een dynamo stroom voor de elektromotor te genereren als de accu leeg begint te raken. De range extender kan niet gebruikt worden om de accu's volledig op te laden.
De elektromotor levert 110 kW met een koppel van 370 newtonmeter. Ter vergelijking: de 1,8-liter benzinemotor met 103 kW (140 pk) van de Opel Insignia heeft 175 Nm, de 2,8-liter motor met 190 kW (260 pk) heeft 350 Nm. Daarenboven wordt het volle koppel reeds stilstaand bereikt, waar dit bij verbrandingsmotoren slechts bij in een bepaald toerenbereik gebeurt.
De 16 kWh leverende lithium-ion-accu moet volgens de brochure voldoende energie opslaan voor een reisafstand van 40-80 kilometer (83, gemeten volgens NEDC). De accu wordt maximaal tot ongeveer 80% volgeladen en wordt leeg beschouwd als er ongeveer 20% resteert om de levensduur van de accu te optimaliseren. De effectieve capaciteit ligt daardoor tussen de 9,5 en 10,5 kWh. Bij langere ritten wordt de verbrandingsmotor automatisch ingeschakeld om stroom te leveren, zodat het bereik wordt vergroot tot 500 kilometer. De verbrandingsmotor is geschikt voor benzine en E85.
De wagen accelereert van 0–100 km/u in 9 seconden, haalt een topsnelheid van 161 km/u. De constructeur vermeldt een verbruik van 1,6 l/100 km voor de eerste 100 km, en 4,8 l/100 km voor elke bijkomende 100 km zonder dat de accu tussentijds wordt geladen. In de praktijk blijkt, dat dat ook best 6,7 l/100 km kan zijn. De Ampera kan aan een standaard stopcontact (230 V, 16 ampère, 1 fase) in minder dan vier uur volledig opladen. De Ampera kan niet bij snellaadpalen opladen.

De Ampera werd geleverd vanaf het vierde kwartaal van 2011 en kostte in Nederland destijds € 44 500. In december 2015 werd de levering gestopt, de auto opgevolgd door de Opel Ampera-e.

## CO2-uitstoot
Bij auto's wordt alleen de CO2-uitstoot van de auto zelf aangegeven, niet de CO2-uitstoot van de bron tot de auto ("well-to-tank").
De Ampera verbruikt in praktijk ca. 18,3 kWh per 100 kilometer, opgewekt met grijze stroom (dec 2017: 0,649 kg CO2/kWh). De Ampera stoot in dat geval 118,8 gram CO2 per kilometer uit, bij volledig elektrisch rijden. Bij gebruik van groene energie uit windkracht, waterkracht of zonne-energie is dat (bijna) gelijk aan 0 gram CO2 per kilometer. Die getallen zijn overigens niet direct te vergelijken met hun benzine/diesel varianten, want ook daar wordt de CO2-uitstoot van alles tot het moment dat de auto het verbrandt niet meegeteld.